# آدم داوسون
آدم داوسون (بالإنجليزية: Adam Dawson)‏ (5 أكتوبر 1992 في المملكة المتحدة - ) هو لاعب كرة قدم بريطاني في مركز الوسط. لعب مع ليستر سيتي ونادي أكرينغتون ستانلي وويغان أتلتيك ونادي بارو.

## وصلات خارجية
- آدم داوسون على موقع قاعدة بيانات كرة القدم.إي يو (الإنجليزية)
- آدم داوسون على موقع Soccerbase.com (لاعب) (الإنجليزية)
- آدم داوسون على موقع Soccerway.com (الإنجليزية)